# I Don't Like Myself
«I Don't Like Myself» (en español: «No Me Gusto») es una canción de la banda estadounidense de pop rock Imagine Dragons, escrita y compuesta por la agrupación y el productor Marco Borrero para el quinto album doble de la banda «Mercury – Acts 1 & 2», en donde forma parte del «Act 2» como su cuarto tema. El tema más tarde fue publicitado como un sencillo promocional por KIDinaKORNER e Interscope Records el 10 de octubre de 2022.

## Composición
La canción se enfoca principalmente en las dificultades que trae la salud mental en ciertos aspectos de nuestras vidas, haciendo énfasis en las batallas internas por las que las personas se enfrentan día con día, y cómo a veces la música puede ser una buena herramienta para superar momentos difíciles. Si bien puede llegar a tener una interpretación algo oscura, «I Don't Like Myself» también brinda un mensaje de optimismo y tranquilidad para afrontar esas batallas internas.
En el video «Mercury – Act 2: Track by Track», el vocalista de la banda, Dan Reynolds, habló del significado de la canción:

«Escribí esta canción en un momento muy bajo para mí. Luché bastante con el amor propio a lo largo de los años. Estaba en una profunda depresión y recurrí a la música en busca de refugio. Desde entonces, he pasado muchos años en terapia trabajando en el amor propio. Creo que la terapia es la razón por la que sigo vivo hoy. Si alguna vez surge la duda de si debes o no ir a terapia. La respuesta es siempre sí. Quedarse vivo.»

## Video Musical
El video musical de «I Don't Like Myself» fue lanzado el 10 de octubre de 2022, como parte del día mundial de la salud mental. Dirigido por Matt Eastin, vemos en el video musical a Dan Reynolds caminando por la ciudad de Praga, expresando una variedad de emociones, mientras se muestran algunos destellos de él y la banda tocando en el escenario, durante el «Mercury World Tour».
Adjunto a la promoción del video musical, la banda se unió con Crisis Text Line, un apoyo de salud mental basado en mensajes de texto las 24 horas, los 7 días de la semana, para ayudar a la organización y su trabajo a través de recaudaciones de fondos. En la descripción, la banda incluyó un enlace a la página oficial de la organización, con un mensaje para que la gente pueda ayudar y hacer consciencia de la importancia de la salud mental:

«Estamos agradecidos de unir fuerzas con Imagine Dragons para crear conciencia sobre la creciente crisis de salud mental. Nuestra investigación muestra que la música es el mecanismo de afrontamiento más mencionado por los jóvenes con problemas emocionales. «I Don't Like Myself» traerá consuelo a muchos, ya que encarna la esperanza y la empatía que todos necesitamos en diferentes momentos de nuestras vidas. Nuestros consejeros de crisis voluntarios están aquí las 24 horas del día, los 7 días de la semana para brindar apoyo gratuito y confidencial a cualquier persona que lo necesite; una crisis para usted es una crisis para nosotros.»

## Lista de canciones
| Disco 2: Mercury – Act 2 |                       |                 |          |  |
| N.º                      | Título                | Artista(s)      | Duración |  |
| 4.                       | «I Don't Like Myself» | Imagine Dragons | 3:05     |  |

## Créditos
Adaptados de Tidal y el booklet de «Mercury – Acts 1 & 2».
I Don't Like Myself
- Interpretado por Imagine Dragons.
- Escrito por Dan Reynolds, Wayne Sermon, Ben McKee, Daniel Platzman, Marco Borrero.
- Publicado por Imagine Dragons Publishing (BMI) / Universal/KIDinaKORNER, Kid From Bklyn Publishing (ASCAP)/WC Music.
- Producido por MAG
- Mezclado por Serban Genea.
- Ingeniería de Mezcla por John Hanes.
- Mezclado en “MixStar Studios” (Virginia Beach, Virginia).
- Masterizado por Randy Merrill en “Sterling Sound” (Nueva York).

℗ 2022 KIDinaKORNER/Interscope Records
Imagine Dragons
- Dan Reynolds: Voz.
- Wayne Sermon: Guitarra.
- Ben McKee: Bajo.
- Daniel Platzman: Batería.

## Historial de lanzamiento
| Región        | Fecha              | Formato                       | Sello discográfico              |
| ------------- | ------------------ | ----------------------------- | ------------------------------- |
| Todo el Mundo | 1 de julio de 2022 | CD Descarga digital Streaming | KIDinaKORNER Interscope Records |